# Guachinango
Ne doit pas être confondu avec Huauchinango
Guachinango est un village et une municipalité de l'État de Jalisco au Mexique.

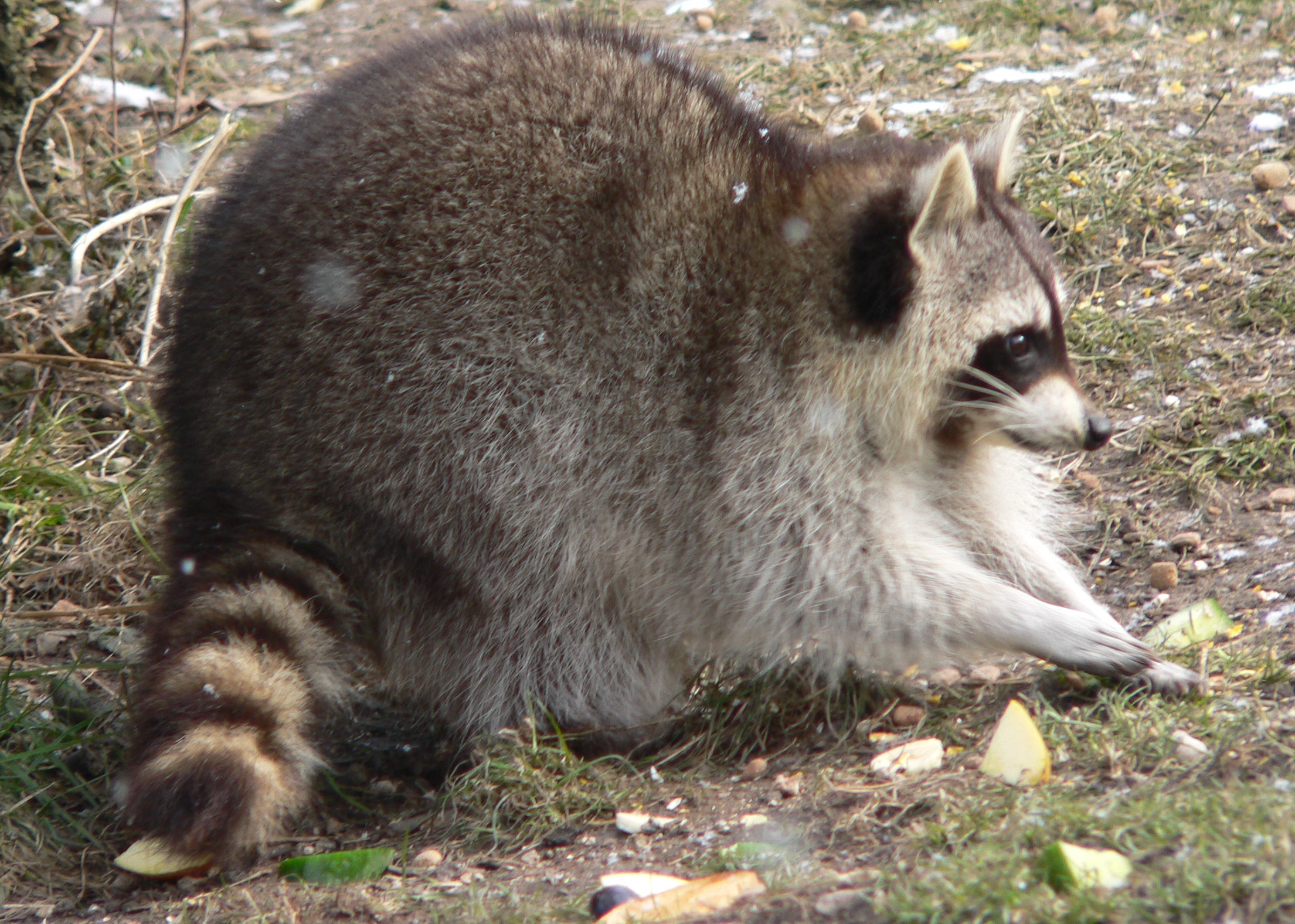
Le raton laveur vit dans la commune.

La municipalité a 4 184 habitants en 2015.

## Histoire

### Origine du nom
« Guachinango » vient du nahuatl cuauhchinanco qui signifie « lieu boisé » (en espagnol : lugar cercado de árboles) et figure sur le blason de la ville.
Plus précisément, le blason de Guachinango figure deux glyphes superposés :
- le glyphe cuauhchinanco qui se décompose en
  - deux arbres de forme naturelle, chacun avec une tige et trois branches colorées en brun et vert, analogues au glyphe de l'arbre (nahuatl : cuáhuitl) connu dans le codex Mendoza,
  - reliés par deux figures horizontales, connues dans le codex Nuttall, qui suggèrent un site clos,
  - enracinés dans la terre (chinámitl) rectangulaire et subdivisée en plus petits rectangles où 8 rainures sont représentées schématiquement par des lettres « c » inversées
  - avec des racines colorées en rouge sous la terre,
- le glyphe de l'or composé de 2 ovales allongés qui se croisent et 4 petits cercles placés dans les secteurs de cette forme en croix.

Cet or sous la terre et les arbres symbolise les importants gisements de métaux précieux trouvés sur le territoire de Guachinango.

## Tourisme
- musée historique de Guachinango[3]